# Aconitum bailangense
Aconitum bailangense är en ranunkelväxtart som beskrevs av Yi Zhi Zhao. Aconitum bailangense ingår i släktet stormhattar, och familjen ranunkelväxter. Inga underarter finns listade i Catalogue of Life.